# Korail
Korean Railroad Corporation (česky: Korejská železniční korporace, korejsky: 한국철도공사) , zkráceně Korail (korejsky: 코레일) je národní železniční dopravce v Jižní Koreji se sídlem v Tedžonu.
Jeho „vlajkovou lodí“ jsou vysokorychlostní vlaky Korea Train Express. Dále zajišťuje meziměstské a regionální spoje, nákladní dopravu a provozuje několik linek soulského a pusanského metra.

## Historie
Původně byla společnost zřízena jako Korean National Railroad (KNR) a to roku 1963. Na počátku 21. století byla rozdělena na dvě společnosti - Korean Railroad Corporation (KORAIL), která zajišťuje osobní i nákladní železniční dopravu a Korean National Railroad, která železnici spravuje.

## Služby

### Meziměstská doprava
- Korea Train Express - zkratka: KTX, vysokorychlostní vlaky dosahující rychlosti 300 km/h
- Intercity Train Express Saemaeul - zkratka: ITX-Saemaeul, expresní vlaky dosaující rychlosti 200 km/h
- Intercity Train Express Cheongchun - zkratka: ITX-Cheongchun, expresní vlaky dosahující rychlosti
- Mugunghwa-ho a Nuriro- příměstské vlaky

| obrázek                                               | název          | maximální rychlost |
| ----------------------------------------------------- | -------------- | ------------------ |
| KTX-Sancheon                                          | KTX            | 320 km/h           |
| ITX-Saemaeul                                          | ITX-Saemaeul   | 180 km/h           |
| KORAIL_ITX_36806                                      | ITX-Cheongchun | 200 km/h           |
| Chungbuk_Line_Mugunghwa_Train                         | Mugunghwa-ho   |                    |
| Korail_200451_Nuriro_at_Jeongdongjin_Station_20230430 | Nuriro         |                    |

### Metro
- Soulské metro linky 1, 3, 4, linky Bundang, Suin, Gyeonggang a další
- Pusanské metro linka Donghae

### Autobusová doprava
- linka 6770